# Governador Archer
Governador Archer är en kommun i Brasilien.   Den ligger i delstaten Maranhão, i den östra delen av landet, 1 300 km norr om huvudstaden Brasília. Antalet invånare är 10 205.
Omgivningarna runt Governador Archer är huvudsakligen savann. Runt Governador Archer är det glesbefolkat, med 18 invånare per kvadratkilometer.